# ザ・ドア 交差する世界
『ザ・ドア 交差する世界』（ザドアこうさするせかい、Die Tür）は2009年のドイツのSFサスペンス映画。
監督はアノ・サオル、出演はマッツ・ミケルセンとジェシカ・シュヴァルツなど。5年前と現在を結ぶ不思議なドアを題材にしている。原作はアキフ・ピリンチの2001年の小説『Die Damalstür』。
日本では2014年2月に特集上映「未体験ゾーンの映画たち 2014」で初公開された。

## ストーリー
有名画家のダヴィッドは、妻マヤの留守中に隣人で愛人のジアとの情事を楽しんでいた。ところがその間に、1人娘のレオニーが自宅の庭のプールに落ち、後になって気付いたダヴィッドはレオニーを救出しようとするが既に事切れていた。5年後、娘が亡くなった要因の一つが愛人との情事であったことからも、幻滅した妻マヤから別れを告げられており、全てを失ったダヴィッドは娘と同じ死に方をしようと入水したが、友人のマックスに救助され死ぬことができず、とりあえずはマックスと酒を飲んでひとまず落ち着く。気晴らしに外に出たダヴィットは不思議な蝶に導かれるままに怪しいトンネルに入って行く。そして奥のドアをあけると、そこは5年前のレオニーが事故に遭う日であった。ダヴィッドはすぐに自宅の庭に駆けつけ、プールに落ちたレオニーを救い出す。レオニーを休ませたダヴィッドがそのまま家にいると、ジアとの情事を終えて帰って来た「5年前のダヴィッド」がダヴィッドを泥棒と勘違いして襲いかかってくる。2人はもみ合いになり、ダヴィッドは誤って「5年前のダヴィッド」を偶然あった鉛筆で首を刺して殺してしまう。ダヴィッドは「5年前のダヴィッド」の死体を庭に埋め、この世界のダヴィッドとして生きて行くことにする。改めて人生をやり直すことになったダヴィッドは、かつてのダヴィッドの浮気で険悪な関係にあった妻マヤとの関係を修復し、レオニーともども家族3人で幸せに暮らすようになる。ダヴィッドは携帯がないことに気づき、「5年前のダヴィッド」から携帯を取ろうと、埋めた死体の場所に戻ったが、物陰に隠れている誰かから午前中にあったことで話しかけられるものの、その場は何事もなく済んだ。ところがダヴィッドの誕生日パーティの夜、親友のマックスはレオニーの描いた絵から、ダヴィッドが入れ替わったことに気付き、庭に埋められていた「5年前のダヴィッド」の死体を見つけてしまう。マヤに事実を明かすと言うマックスにダヴィッドは秘密にしてくれと頼むが、マックスは聞く耳を持たない。そこに突然隣人のシギーが現れてマックスを鎌で刺し殺してしまう。訳が分からずに取り乱すダヴィッドは、シギーに言われるままにマックスの死体を森の奥に埋める。この事態にダヴィッドはマヤとレオニーを連れて5年後の世界に逃げようとするが、シギーに妨害され、一度逃亡を中止する。ある日、シギーはダヴィッドの家に赴き、シギーから驚きの真実を知らされる。実はシギーも5年後の世界からやって来て、この世界のシギーを殺してなりすましているのだと言う。しかも、同じように5年後の世界からやって来て、この世界の自分を殺してなりすましている人間が数多くおり、彼らと共に、人生をやり直せる今の快適な生活を守るために「ドア」の秘密を守るように厳命される。
ある日、マヤは隣人夫婦とそっくりな2人組が隣人夫婦を殺す現場を目撃してしまう。その夫婦の娘を守るために家に匿ったが、事情を警察などに理解してもらえず、取り乱すマヤをダヴィッドがなだめるが、その時に電話がかかる、5年後の世界から来たマヤがシギーの家にいることを知る。シギーの家にやって来たダヴィッドにマヤは生きている娘のレオニーに会いたい、そして許すことが出来たのでダヴィッドと3人でやり直したいと言う。ダヴィッドはシギーに言われるまま、この世界の「5年前のマヤ」を殺すことに同意する。シギーから預かった銃を持って家に戻ったダヴィッドだったが、「5年前のマヤ」を殺すことなど出来ず、彼女とレオニーの2人を5年後の世界に逃がすことにする。ダヴィッドは車を発進させ、マヤとレオニーを連れ出したように見せかけてシギーの目を引く。その間にマヤとレオニーは「ドア」に向かおうとするが、そこに「5年後のマヤ」が現れる。しかし、「5年前のマヤ」のレオニーへの深い愛に気付いた「5年後のマヤ」は2人をそのまま逃がす。シギーをはじめ、警官など「ドア」の秘密を知る人々が発砲し、ダヴィッドの車を止めようとする。ダヴィッドはシギーを轢き殺そうとするが、シギーは車のボンネットに飛び乗る。マヤとレオニーが無事にトンネルに入ったことを確認したダヴィッドはシギーをボンネットに乗せたまま車で「ドア」にぶつかり、シギーを倒すとともに、トンネルも潰す。こうしてダヴィッドは「5年後のマヤ」と2人で5年前の世界に残されることになる。

## キャスト
ダヴィッド・アンデルナッハ
演 - マッツ・ミケルセン、日本語吹替 - 宮内敦士
有名画家だが、女性の頬をフックで釣り上げた絵など悪趣味なものもある。
マヤ・アンデルナッハ
演 - ジェシカ・シュヴァルツ、日本語吹替 - 本田貴子
ダヴィッドの妻。スーパーで働いている。ダヴィッドが娘を死なせたことから離婚。それ以来、ダヴィッドを毛嫌いしており、現在は違う男と同棲している。過去に戻ったダヴィッドの改心により、すれ違っていた夫婦関係を改善しようとする。
レオニー・アンデルナッハ
演 - ヴァレリア・アイゼンバルト、日本語吹替 - 半場友恵
ダヴィッドとマヤの娘。プールで沈んでしまい、更にはダヴィットの不注意で見つけてもらうことが出来ずに、そのまま溺死してしまう。過去に戻ったダヴィッドに助けられたことで生存したが、ダヴィッドが本来の次元のダヴィッドを殺害した際に、彼に返り血がついていたことから疑っていたが、今までの自分を恥じたダヴィッドから「自分は変わったから別人のように見えたんだ」と諭されたことで信じた。
シギー
演 - トーマス・ティーメ、日本語吹替 - 西村太佑
ダヴィッドの隣人。ダヴィッドと同じ未来から来た人物。精肉店の息子で犯罪に手を染めているが、血は苦手らしい。本来の次元の数週間前に暴行罪や交通法違反などの罪で懲役8年6ヵ月の刑だったところを仮釈放され、人生をやり直そうと思った矢先にトンネルをみつけ、5年前に来た。本来のシギーを殺害し、未来を知っていることで競馬などの賭け事で儲けている。
マックス
演 - ティム・ザイフィ、日本語吹替 - 玉木雅士
ダヴィッドの親友でマヤとも知人。息子が二人いる。自分の素性を説明することになったダヴィッドの話を当初は信じなかったが、本物のダヴィッドの死体をみつけたことで認めてしまい口論になったが、同じ未来から来たシギーに後ろから鎌で刺殺されてしまう。
ジア
演 - ハイケ・マカチュ、日本語吹替 - 慶長佑香
ダヴィッドの隣人で愛人。喫煙者。ミュージシャン。気性の激しい一面がある。

## 製作
撮影は2008年3月31日から同年5月22日までベルリンで行われた。

## 作品の評価
映画評論家のデレク・エリーは、バラエティ誌に寄稿したレビューにおいて、主演のマッツ・ミケルセンの無表情な演技を一貫して酷評しているものの、映画そのものに対しては「小粋なファンタジー・スリラーで、英語版でリメイクすればさらに良くなるだろう。」と好意的に評価している。